# Temporada da NBA de 2009–10
A temporada da NBA de 2009-10 é a 64ª da NBA e teve início em 27 de outubro de 2009 e término em 17 de junho de 2010.

## Eventos
- Em 25 de junho de 2009, aconteceu o Draft 2009 no Madison Square Garden, Nova York, onde Blake Griffin foi a primeira escolha, indo para o Los Angeles Clippers.
- Em 30 de setembro de 2009, a NBA estabeleceu regras para o uso do Twitter e outras mídias sociais, proibindo o acesso desses meios durante os jogos.
- O Boston Celtics foi o último invicto a cair no inicio da temporada regular tendo atingindo 6 vitórias seguidas até perder para o Phoenix Suns no dia 6 de novembro.
- Em 6 de novembro, Kobe Bryant se tornou o jogador mais jovem a marcar 24 mil pontos na NBA.

## Regulamento
O campeonato tem três fases distintas: a pré-temporada (não vale para efeito de classificação e serve como preparação para as equipes), a temporada regular (em que as equipes buscam vagas para a fase final) e os playoffs (série de mata-matas que decidem o título de cada conferência e o de campeão geral).
As equipes fazem 82 jogos na temporada regular, enfrentando duas vezes os rivais da outra Conferência (uma em casa e outra fora), quatro vezes os adversários da mesma divisão (duas em casa e duas fora) e três ou quatro vezes as equipes da mesma Conferência.
Classificam-se para os playoffs os campeões de cada divisão, mais as cinco equipes de melhor campanha dentro da Conferência, independentemente da divisão a que pertencem.
Os campeões de divisão ficam obrigatoriamente entre os quatro primeiros e o terceiro cabeça-de-chave dos playoffs é um time sem título de divisão, mas com melhor campanha. No entanto, os times classificados em 2º, 3º e 4º não garantem a vantagem do mando de quadra na fase decisiva. Isso porque uma equipe pode vencer sua divisão, mas ainda assim ter desempenho inferior a outro time classificado para os playoffs. Neste caso, o direito de decidir o mata-mata em casa fica com a equipe de melhor aproveitamento na primeira fase.